# Emil Solleder
Emil Solleder (Monaco di Baviera, 23 agosto 1899 – Meije, 27 luglio 1931) è stato un alpinista tedesco.

## Biografia
Cresciuto in una famiglia di umili origini, partecipò ancora giovanissimo alla prima guerra mondiale nelle file dell'esercito tedesco. La sua breve vita fu alquanto avventurosa, si recò anche in Alaska come cercatore d'oro. Solleder si dedicò alla montagna, lavorando come rifugista nelle montagne di Kitzbühel e conseguendo, nel 1925, il diploma di guida alpina. In poco tempo divenne uno tra i più forti e famosi alpinisti al mondo, esponente di spicco della “scuola alpinistica di Monaco” e figura fondamentale di quella che diverrà “l'epopea del sesto grado”. Morì il 27 luglio del 1931, cadendo dalla Meije mentre scendeva in corda doppia con un cliente, rimasto illeso. È sepolto nel territorio comunale di Sankt Anton am Arlberg.

## Carriera alpinistica
Di Emil Solleder si ricordano in particolare tre salite:
- il 1º agosto 1925, insieme al compagno Fritz Wiessner, salì la parete Nord della Furchetta, sulle Odle (V e VI)[3]
- il 7 agosto 1925, con il compagno Gustav Lettenbauer salì per la prima volta con una via “a goccia d'acqua” la parete Nord-Ovest del Civetta (VI)
- il 6 settembre 1926, con il compagno Franz Kummer, salì la parete Est del Sass Maor, sulle Pale di San Martino (V+)[4]

La salita diretta sull'imponente parete Nord-Ovest del Civetta, in particolare, resta una pietra miliare dell'alpinismo. La via Solleder-Lettenbauer, chiamata a volte semplicemente via Solleder, per l'impegno complessivo viene considerata infatti la prima via di VI grado al mondo, anche se quelle difficoltà erano già state affrontate in qualche sporadico passaggio da altri alpinisti in precedenti ascensioni (per esempio dalla cordata svizzera Simon-Rossi sulla parete Nord del Pelmo nel 1924 e da Rossi e Wiessner sulla parete sud-est della Fleischbank nel 1925).